# Thüringer Verfassungsgerichtshof

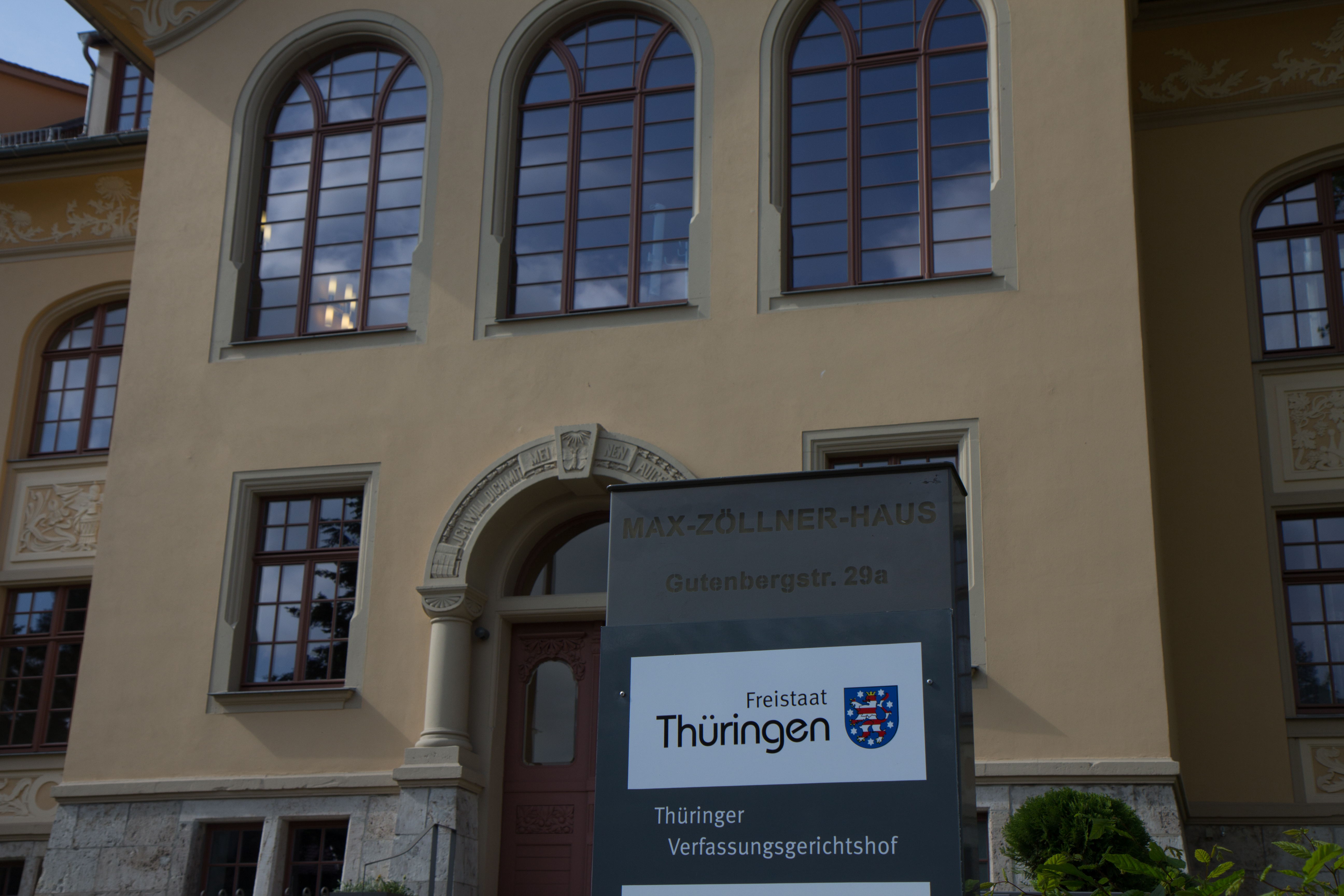
Gebäude mit dem Sitzungssaal des Verfassungsgerichtshofes in Weimar

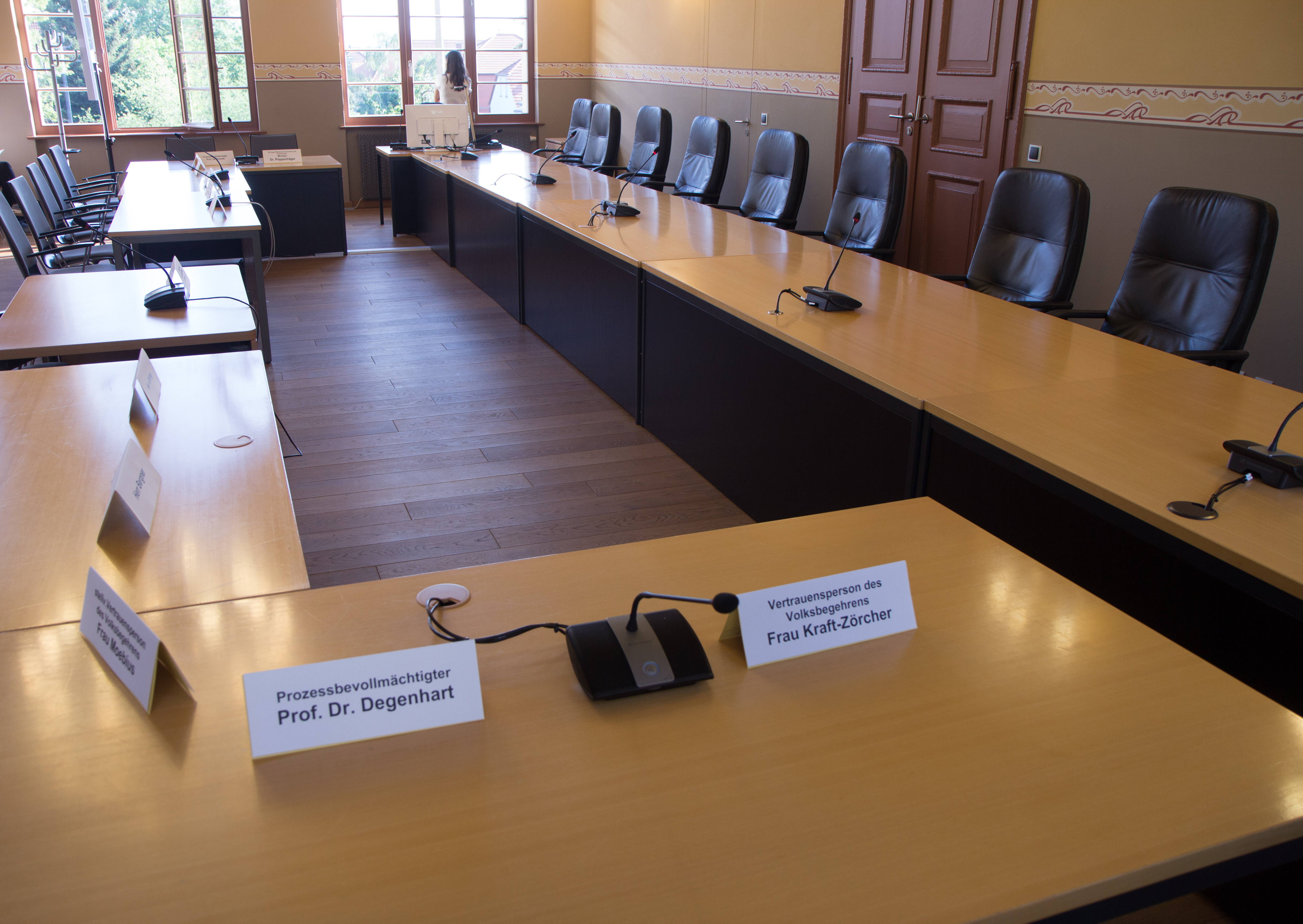
Richterbank

Der Thüringer Verfassungsgerichtshof (kurz: ThürVerfGH) ist das Landesverfassungsgericht des Freistaates Thüringen. Sitz des Gerichts ist Weimar mit dem Standort Jenaer Straße 2a (Lage), die mündlichen Verhandlungen finden in der Gutenbergstraße 29a (Lage) statt.

## Geschichte
Durch die Verfassung des Freistaats Thüringen vom 25. Oktober 1993 wurde ein Verfassungsgerichtshof vorgesehen. Der Thüringer Landtag verabschiedete das Gesetz über den Thüringer Verfassungsgerichtshof (ThürVerfGHG) am 28. Juni 1994 und bestimmte damit den Sitz des Verfassungsgerichtshofs in Weimar. Etwa ein Jahr später, am 13. September 1995, nahm er seine Arbeit auf.
Im März 2018 schied der Präsident des Verfassungsgerichtshof Manfred Aschke mit Erreichen der Altersgrenze aus dem Amt aus. Allerdings konnten sich die Fraktionen im Thüringer Landtag nicht auf einen Nachfolger einigen. Dieser muss mit Zweidrittelmehrheit vom Landtag gewählt werden. Die Regierungsfraktionen favorisierten die Verfassungsrichterin Elke Heßelmann, die CDU-Fraktion den Verfassungsrichter Klaus-Dieter von der Weiden. Somit versäumte der Landtag die fristgemäße Wahl nach § 3 Abs. 3 S. 3 des ThürVerfGHG. Dadurch war der Posten des Präsidenten bis auf Weiteres unbesetzt und das Gericht nur noch vorübergehend beschlussfähig. Dass das Gericht nur noch vorübergehend beschlussfähig sein konnte, hatte das Gericht bereits während einer kurzen Vakanz 2010 festgestellt. Während der Vakanz vertrat der CDU-Favorit Klaus-Dieter von der Weiden das Amt des Präsidenten. Im Mai 2018 wurde bekannt, dass der CDU-Fraktionschef Mike Mohring den Präsidenten des Thüringer Oberlandesgerichts Stefan Kaufmann als Kompromisskandidaten vorsehe. Allerdings bestand die Gefahr, dass vor der Sommerpause kein neuer Präsident gewählt werde und das Gericht dadurch seine Handlungsfähigkeit verliere. Zuletzt entschied sich auch die Fraktion Die Linke Kaufmann zu unterstützen. Der Wahlvorschlag wurde schließlich auch von Bündnis 90/Die Grünen und SPD unterstützt. Mit dem Ausscheiden Kaufmanns wurde die Präsidentschaft abermals vakant, da nicht fristgemäß ein Nachfolger gewählt wurde.
2021/2022 wiederholte sich die Vakanz und Klaus von der Weiden leitete erneut den Gerichtshof. Am 5. Mai 2022 wurde er vom Landtag zum Präsidenten gewählt. Im Sommer 2022 änderte der Thüringer Gesetzgeber das Verfassungsgerichtshofgesetz und führte das Amt eines Vizepräsidenten des Gerichtshofes ein. Als solcher wurde am 23. September 2022 Lars Schmidt gewählt.

### Präsidenten
- 1995–2000: Gunter Becker, Präsident des Thüringer Landessozialgerichts
- 2000–2005: Hans-Joachim Bauer (* 1941), Präsident des Thüringer Oberlandesgerichts
- 2005–2010: Harald Graef (* 1942), Vizepräsident des Thüringer Oberverwaltungsgerichts
- Vakanz von April/Mai 2010[5]
- 2010–2014: Joachim Lindner (* 1946), Vizepräsident des Thüringer Oberverwaltungsgerichts
- 2014–2018: Manfred Aschke (1950–2023), Vorsitzender Richter am Thüringer Oberverwaltungsgericht
- Vakanz von März 2018 bis Juni 2018[5] (Vertreter: Klaus von der Weiden[3])
- 2018–2021: Stefan Kaufmann (* 1953), Präsident des Thüringer Oberlandesgerichtes
- Vakanz von Dezember 2021 bis Mai 2022[9] (Vertreter: Klaus von der Weiden[3])
- seit 2022 Klaus-Dieter von der Weiden

## Rechtsgrundlagen und Wahl
In Art. 79 und Art. 80 der Verfassung des Freistaats Thüringen werden die Stellung, Zusammensetzung sowie die Zuständigkeit des Verfassungsgerichtshofes geregelt. Diese Regelungen finden im Gesetz über den Thüringer Verfassungsgerichtshof (ThürVerfGHG) nähere Ausgestaltung. Die Arbeitsweise des Gerichtshofes ist in der Geschäftsordnung des Thüringer Verfassungsgerichtshofes (GO VerfGH) geregelt.
Der Präsident und die acht weiteren Mitglieder des Gerichts wurden bis 2014 vom Thüringer Landtag mit Zweidrittelmehrheit auf fünf Jahre gewählt. 2014 wurde die Amtszeit auf sieben Jahre erhöht, wobei nur noch eine Wiederwahl möglich ist. Somit wurde die maximale Amtszeit auf 14 Jahre verkürzt. Eine Übergangsregelung ermöglichte jedoch, dass Richter die bereits mehrmals zum Verfassungsrichter gewählt wurden, noch einmal zum Verfassungsrichter gewählt werden durften. Dies ermöglichte die Wiederwahl der Richter Manfred Baldus, Walter Bayer und Hartmut Schwan. Der Präsident und zwei weitere Mitglieder müssen Berufsrichter sein, drei weitere Mitglieder müssen die Befähigung zum Richteramt haben. Der Gerichtshof setzt sich überwiegend aus Juristen zusammen.

## Mitglieder

### Aktuelle Zusammensetzung

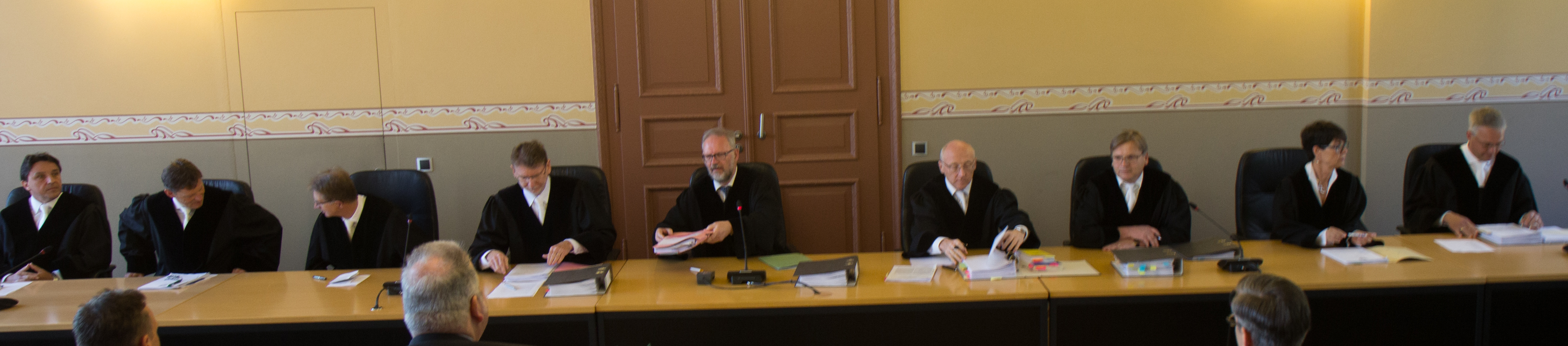
Die Mitglieder des Verfassungsgerichtshofes zu Beginn der Mündlichen Verhandlung am 14. Juni 2017 in Weimar (v. l. n. r. Menzel, Petermann, Schwan, Bayer, Aschke, Baldus, von der Weiden, Heßelmann, Ohler)

- Präsident: Klaus-Dieter von der Weiden (* 1962), Richter am Bundesverwaltungsgericht (2022–2029)
- Berufsrichterliche Mitglieder
  - Vizepräsident: Lars Schmidt, Vorsitzender Richter am Landgericht Erfurt (2022–2029)
  - Renate Wittmann (* 1969), Richterin am Arbeitsgericht Nürnberg (2022–2029)
- Mitglieder mit Befähigung zum Richteramt
  - Barbara Burkert, Vorsitzende Richterin am Landgericht Mühlhausen (2022–2029)
  - Klaus Hinkel (* 1963), Präsident des Thüringer Oberverwaltungsgerichts (2019–2026)
  - Anika Klafki (* 1986), Universitätsprofessorin an der Friedrich-Schiller-Universität Jena (2022–2029)
- Weitere Mitglieder
  - Jörg Geibert, Rechtsanwalt (2022–2029)
  - Christoph Ohler (* 1967), Universitätsprofessor an der Friedrich-Schiller-Universität Jena (2015–2029)
  - Jens Petermann (* 1963), Richter am Sozialgericht Gotha (2015–2029)

### Stellvertretende Mitglieder
- Berufsrichterliche Mitglieder
  - Ute Jung, Richterin am Oberverwaltungsgericht (2017–2031)
  - Anja Klameth, Richterin am Landgericht Erfurt (2022–2029)
  - Michael Obhues, Präsident des Verwaltungsgerichts Gera (2008–2025)
- Mitglieder mit Befähigung zum Richteramt
  - Wolfgang Weißkopf, Rechtsanwalt (2003–2025)
  - Claus Eckart Peters, Richter am Oberverwaltungsgericht Weimar (2010–2029)
  - Petra Reiser-Uhlenbruch, Richterin am Amtsgericht Gotha (2011–2030)
- Weitere Mitglieder
  - René Kliebisch, Vorsitzender Richter am Landgericht Mühlhausen (2022–2029)
  - Kjell Eberhardt, Staatssekretär a. D. (2012–2029)
  - Renate Licht, Regionsgeschäftsführerin DGB, Region Thüringen (2011–2030)

### Frühere Mitglieder (Auswahl)
- Brigitte Baki, Gewerkschafterin, stellvertretendes Mitglied 2005–2011
- Manfred Baldus, Universitätsprofessor an der Universität Erfurt, Mitglied 2008–2021 (gewählt bis 2025), stellvertretendes Mitglied 2005 bis 2008
- Walter Bayer (* 1956), Universitätsprofessor an der Friedrich-Schiller-Universität Jena (2000–2022)
- Erhard Denninger, Staatsrechtslehrer, Mitglied 1995–2000
- Michael Menzel, Rechtsanwalt (2015–2022)
- Renate Hemsteg von Fintel, Gewerkschafterin, stellvertretendes Mitglied 1995–2005[12]
- Elke Heßelmann (* 1958), Präsidentin des Verwaltungsgerichts Weimar (2010–2022)
- Evelin Groß, Politikerin, stellvertretendes Mitglied 2010–2012
- Martina Hornstein-Engers, stellvertretendes Mitglied 2005–2010
- Johanna Hübscher, emeritierte deutsche Professorin für Sportmedizin, Mitglied 2000–2010
- Christiane Kretschmer, Diplomingenieurin, stellvertretendes Mitglied 1995–2000
- Iris Martin-Gehl, Rechtsanwältin, Mitglied 2000–2015
- Karl-Ulrich Meyn, Staatsrechtslehrer, Mitglied 2005–2007, Stellvertreter 1995–2000
- Gertrud Neuwirth, Präsidentin des Landgerichts Meiningen, Mitglied 1995–2000
- Petra Pollak, Rechtsanwältin, Mitglied
- Ulrich Rommelfanger, Rechtsanwalt, Mitglied 1995–2000
- Matthias Ruffert, Staatsrechtslehrer und Richter am Thüringer Oberverwaltungsgericht, Mitglied 2010–2015
- Manfred Scherer, Präsident des Landgerichts Erfurt, Mitglied 1996–1999
- Hartmut Schwan, Präsident des Thüringer Oberverwaltungsgerichts, Mitglied 2005–2019; Stellvertreter 1995–2005
- Rudolf Steinberg, Staatsrechtslehrer, Mitglied 1995–2000

## Verfahrensarten
Das Gericht entscheidet nach § 11 ThürVerfGHG über
1. Individualverfassungsbeschwerden,
2. Kommunalverfassungsbeschwerden,
3. Organstreitigkeiten innerhalb des Landes,
4. abstrakte Normenkontrollanträge auf Antrags eines Fünftels der Mitglieder des Landtages, einer Fraktion oder der Landesregierung,
5. konkrete Normenkontrollanträge auf Vorlage eines Gerichts,
6. Zulässigkeit von Volksbegehren,
7. Verfassungsmäßigkeit von Untersuchungsaufträgen an einen Untersuchungsausschuss,
8. Wahlprüfungsbeschwerden hinsichtlich der Landtagswahlen.